# Kamień (Powiat Chełmski)
Kamień ist eine Ortschaft mit einem Schulzenamt im Powiat Chełmski der Woiwodschaft Lublin in Polen. Es ist Sitz der gleichnamigen Landgemeinde mit um 4100 Einwohnern.

## Geschichte
Der Ort wurde im Jahr 1443 als Camien erwähnt, als es an Piotr Wołoczko Rokuta (Rokutowicz) von Kłodno des Wappens Abdank verliehen wurde.  Der Name bedeutet wörtlich Stein.
Administrativ gehörte es zum polnischen Chełmer Land der Woiwodschaft Ruthenien. Eine griechisch-katholische Kirche wurde um die Mitte des 18. Jahrhunderts vom Besitzer Andrzej Ołędzki gestiftet oder nur renoviert.

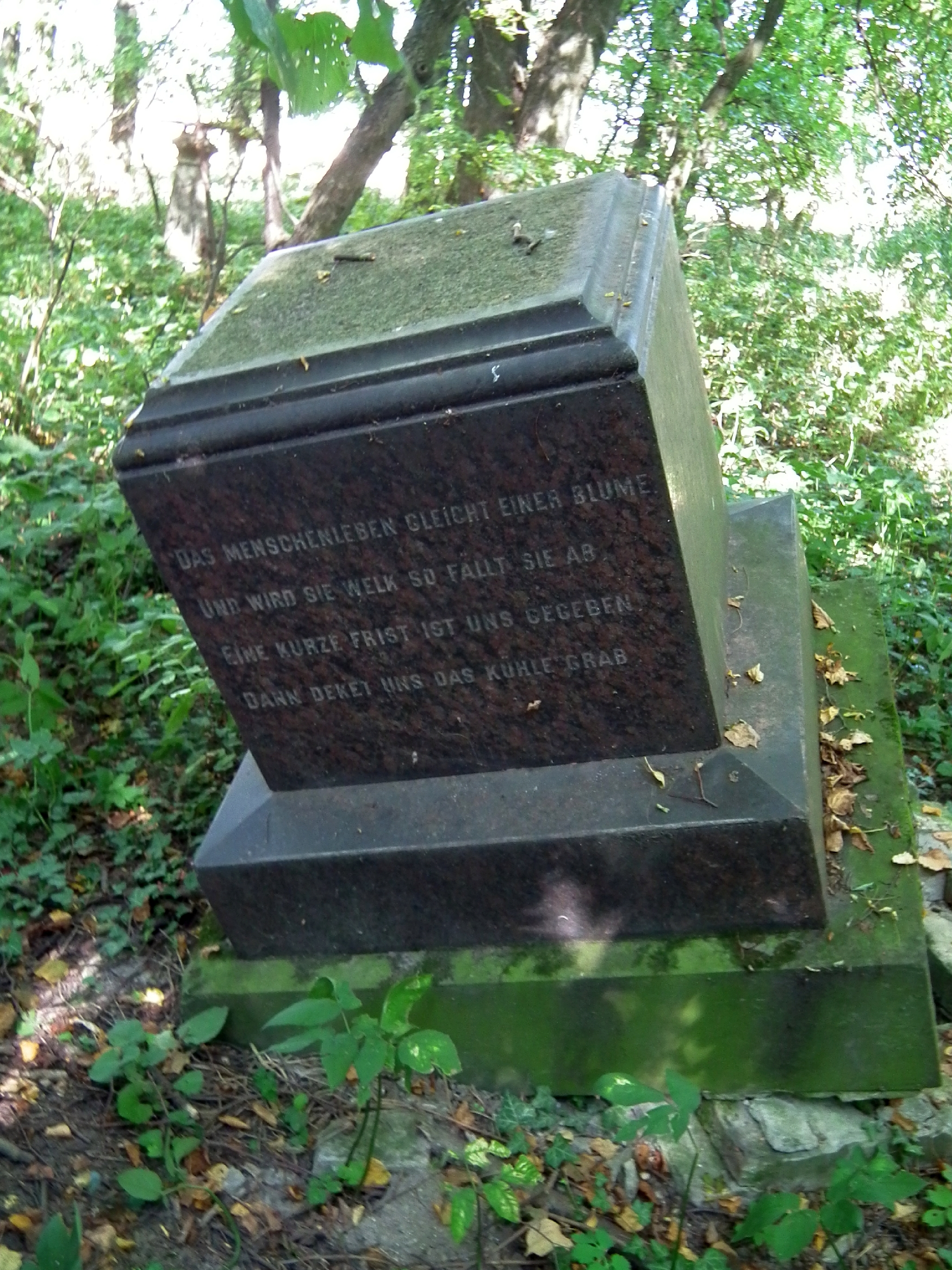
Grabmal am evangelischen Friedhof in Kamień-Kolonia

Bei der Dritten Teilung Polens wurde Kamień 1795 mit Westgalizien an den Königreich Galizien und Lodomerien des habsburgischen Kaiserreichs angeschlossen. 1809 kam er ins Herzogtum Warschau und 1815 ins neu entstandene russisch beherrschte Kongresspolen. Bedeutende Änderungen kamen nach dem Jahr 1864. Kamień wurde zu einer Gemeinde im Powiat Chełmski. Danach wurde sie noch allgemein von griechisch-katholischer Bevölkerung bewohnt. Die Güter wurden ab dem Jahr 1874 parzelliert und viele neue deutsche Bauern siedelten sich dort an, angelockt von billigen Ackerfeldern. Damals entstand die Kamień-Kolonia. Ab dem Jahr 1877 lebte dort der Pastor Rudolf Gundlach, der den Bau einer evangelischen Kirche um den Jahren 1880 bis 1881 leitete. 1875 wurde die griechisch-katholische Kirche aufgehoben, die örtliche Kirche wurde zur Russisch-Orthodoxen Kirche umgeweiht und die Ruthenen wurden von der Verwaltung als Russen betrachtet. 1912 wurde das Gouvernement von Chełm mit Kamień vom Weichselland ausgegliedert und als ursprünglich russisches Land direkt an Russland angeschlossen.
Nach dem Brotfrieden am 9. Februar 1918 soll das Gebiet zur Ukrainischen Volksrepublik gehören, aber nach dem Ende des Ersten Weltkriegs kam Kamień zu Polen. Die lutherische Kirche wurde im Krieg zerstört. In der Zwischenkriegszeit wurde die orthodoxe Kirche auf römisch-katholisch geändert. Im Jahr 1921 hatte das Dorf Kamień in der Gemeinde Turka 78 Häuser mit 469 Einwohnern, davon deklarierten sich 462 als Polen und 7 als Ruthenen, nach Religion waren 247 römisch-katholisch, 33 evangelisch, 181 andere Christen, 8 jüdisch. Die gleichnamige Kolonie hatte 51 Häuser mit 351 Einwohnern, davon waren 247 Deutsche, 100 Polen und 4 Ruthenen, es gab 249 Lutheraner, 77 Römisch-Katholiken, 10 Orthodoxe und 15 Personen jüdischen Glaubens. Im Jahr 1938 war der evangelische Pastor in Kamień Leopold Matz. Die Pfarrgemeinde umfasste Protestanten in zahlreichen Ortschaften südöstlich von Chełm (siehe Cholmerländer).
Im Zweiten Weltkrieg gehörte es zum Distrikt Lublin im Generalgouvernement. Die römisch-katholische bzw. ehemalige orthodoxe Kirche wurde 1939 zerstört, wie später auch die evangelische Kirche. In den Jahren 1940–1942 gab es in Kamień ein Arbeitslager für 150 Personen. Von 1975 bis 1998 gehörte Kamień zur Woiwodschaft Chełm. 1940 verließen die örtlichen Deutschen den Ort bei ihrer Umsiedlung größtenteils ins Wartheland im Rahmen des Hitler-Stalin-Paktes. Die Multikulturalismus wurde durch den Holocaust und die Aktion Weichsel beendet.